# 青森西郵便局
青森西郵便局（あおもりにしゆうびんきょく）は青森県青森市大字石江の国道7号線青森西バイパス沿いにある郵便局である。民営化前の分類では集配普通郵便局であった。
なお、当局の事実上の前身である青森鉄道郵便局についても、当記事内にて併せて記述する。

## 概要
住所：〒038-8799 青森県青森市大字石江字岡部48-1
青森鉄道郵便局として開設され、鉄道郵便輸送の一翼を担っていた。鉄道郵便廃止後は青森輸送郵便局となり地域区分局の業務を行っていた。その後東北自動車道青森ICからも近い現在地に、普通郵便局として青森西郵便局が設置された。青森鉄道郵便局時代から続いていた地域区分局もそのまま引継ぎ、青森県内と県外を結ぶ郵便物が集まる主要な郵便局となっている。

### 分室
分室はなし。過去に存在した分室は以下のとおり。
- 駅前分室 - 2001年（平成13年）に廃止。

### 出張所（局外ATM）
民営化後は、ゆうちょ銀行仙台支店が管理を行っている。
- ユニバース三内店出張所（ATMのみ）
- 青森公立大学内出張所（ATMのみ）

### 青森西郵便局の郵便番号
青森西郵便局の郵便番号は038となっているが、本来この番号は青森鉄道局の碇ヶ関以北の乗務員に対して付定された番号である。したがって3けた局の基準を満たすのでない限り、この付定は例外的なものともいえる。

## 沿革
- 1903年（明治36年）
  - 4月1日 - 青森鉄道郵便局を開局[1][2][3]（青森駅構内）。
  - 12月4日 - 青森鉄道郵便局を廃止[1]。
- 1910年（明治43年）4月 - 仙台鉄道船舶郵便局を開局[1][2]。
  - 同局青森派出所を設置[2]。
- 1936年（昭和11年）10月1日 - 青森鉄道郵便局を再設置[2]。
- 1954年（昭和29年）9月 - 洞爺丸事故が発生し、連絡船に乗務中の鉄道郵便乗務員4名が殉職[4]。
- 1955年（昭和30年）9月1日 - 大館分局、野辺地分局、秋田分局、酒田分局を、それぞれ同名の駅構内に設置[5]。
- 1984年（昭和59年）2月1日 - 4つの分局（大館・野辺地・秋田・酒田）を廃止[6]。
- 1986年（昭和61年）10月1日 - 青森鉄道郵便局を廃止[7]。同日、青森輸送郵便局を設置[8]。
- 1989年（平成元年）7月24日 - 青森輸送郵便局を廃止[9]。同日、青森市大字石江に青森西郵便局を設置（〒038）[10]。津軽新城郵便局（〒030-02）および油川郵便局[11]（〒030-11）から集配事務を移管[12]。また青森中央郵便局から駅前分室を移管（当該分室が所在する柳川一丁目が当局の郵便区となったため）。
- 1998年（平成10年）
  - 9月1日 - 外国通貨の両替および旅行小切手の売買に関する業務取扱を開始。
  - 11月24日 - ぱ・る・るプラザ青森建設のため、駅前分室[13]を青森市柳川一丁目から同市新町一丁目に移転。
- 2001年（平成13年）
  - 5月28日 - 駅前分室[13]を廃止。代替としてぱ・る・るプラザ青森内郵便局[14]（無集配特定郵便局）を設置。
  - 12月3日 - 貯金窓口において青森市営バスのバスカードの取り扱い開始。
- 2006年（平成18年）10月2日 - 後潟郵便局（郵便番号030-12）および荒川郵便局（郵便番号030-01）から集配事務を移管[15]。
- 2007年（平成19年）10月1日 - 民営化に伴い、併設された郵便事業青森西支店に一部業務を移管。
- 2012年（平成24年）10月1日 - 日本郵便株式会社の発足に伴い、郵便事業青森西支店を青森西郵便局に統合。
- 2015年（平成27年）5月7日 - 「030-01xx」「038-001x」「038-002x」区域の集配業務を青森中央郵便局へ移管。

## 取扱内容
- 郵便、印紙、ゆうパック、内容証明
- 貯金、為替、振替、振込、国際送金、国債、投資信託
- 生命保険、バイク自賠責保険、自動車保険、変額年金保険、がん保険、引受条件緩和型医療保険
- 地方公共団体事務（青森市バスカード・ごみ処理券の販売）
- ゆうちょ銀行ATM
- 郵便番号上2桁が03の地域における地域区分局業務
  - 八戸市内 - 岩手県以南相互間の郵便物については郵便線路「岩手・盛岡・八戸線」のトラックで輸送するため、基本的には当局を経由しない。ただし「岩手・盛岡・八戸線」に結束できなかった速達郵便物などは当局経由となることもある。
- 青森市内の西部（〒038-00xx（〒038-001x、038-002xを除く）、〒030-12xx）地域、東津軽郡蓬田村全域（〒030-12xx）の集配業務
- ゆうゆう窓口

## 青森鉄道郵便局
青森駅構内の青函連絡船待合室付近に設置されていた。
青森本局のほか、野辺地・大館・秋田・酒田に分局が設置されていたが一足早く廃止され、鉄道郵便末期まで残ったのは青森本局のみであった。

### 主な乗務範囲
（）内は消印の表記。最近区間については、鉄道郵便局を参照。
青森本局
- 東北線盛岡 - 青森間（東京青森間盛・青、仙台青森間盛・青）
  - 最近区間として、郡山 - 盛岡乗務員より好摩・金田一間を受ける。

- 奥羽・羽越線酒田 - 青森間（大阪青森間酒・青、新津青森間酒・青、秋田青森間）
  - 最近区間　上便　余目・鼠ヶ関間　また直江津 - 酒田乗務員より本楯・下浜間を受ける。

- 五能線東能代 - 川部間（能代弘前間）
- 津軽線青森 - 三厩間
- 青函連絡船青森 - 函館間（青森函館間青・函）
  - 最近区間　下便　函館・胆振二股間　上磯・木古内間　上便　野内・野辺地間　津軽新城・弘前間

野辺地分局
- 大湊・大畑線野辺地 - 大畑間（野辺地大畑間）

大館分局
- 奥羽・阿仁合線大館 - 鷹ノ巣 - 阿仁合間（大館阿仁合間、鷹巣阿仁合間）

秋田分局
酒田分局

## 周辺
- 三内丸山遺跡
- ガーラタウン
- JR東日本盛岡車両センター青森派出所
- JR新青森駅

## アクセス
- JR東北新幹線・奥羽本線 新青森駅から徒歩約22分
- 青森市営バス（西バイパス・新田循環線系統または西バイパス経由西部営業所線系統） 西郵便局前停留所[16]下車
- 東北自動車道 青森ICから北東へ約3km
- 国道7号沿い
- 駐車場あり：24台